# Via Spluga
La via Spluga (lat. via Speluca) era una strada romana consolare che metteva in comunicazione Milano con Lindau passando dal passo dello Spluga. Era anche conosciuta come via Aurea perché conduceva al passo dello Spluga, che gli antichi Romani chiamavano Cunus Aureus. Dopo l'ampliamento voluto da Augusto, fu chiamata ufficialmente via Drusilla Augusta in onore a Livia Drusilla, terza moglie dell'imperatore, fermo restando che il nome con cui restò più comune sui documenti fu via Spluga.

## Etimologia
Il nome via Drusilla Augusta deriva da una pietra miliare trovata presso la Cascina Papina di Arcore, dove su cippo marmoreo trovato a Monza, era scolpita tale dicitura. Dopo l'ampliamento voluto da Augusto, la via Spluga fu infatti ufficialmente chiamata via Drusilla Augusta in onore a Livia Drusilla, terza moglie dell'imperatore, fermo restando che il nome che restò più comune sui documenti fu via Spluga.
Via Aurea, altro nome con cui era conosciuta questa arteria stradale, deriva invece dal fatto che la strada conduceva al passo dello Spluga, che gli antichi Romani chiamavano Cunus Aureus. Per lo stesso motivo, la porta cittadina di Milano da cui usciva la via Spluga, fu chiamata Porta Aurea.

## Storia

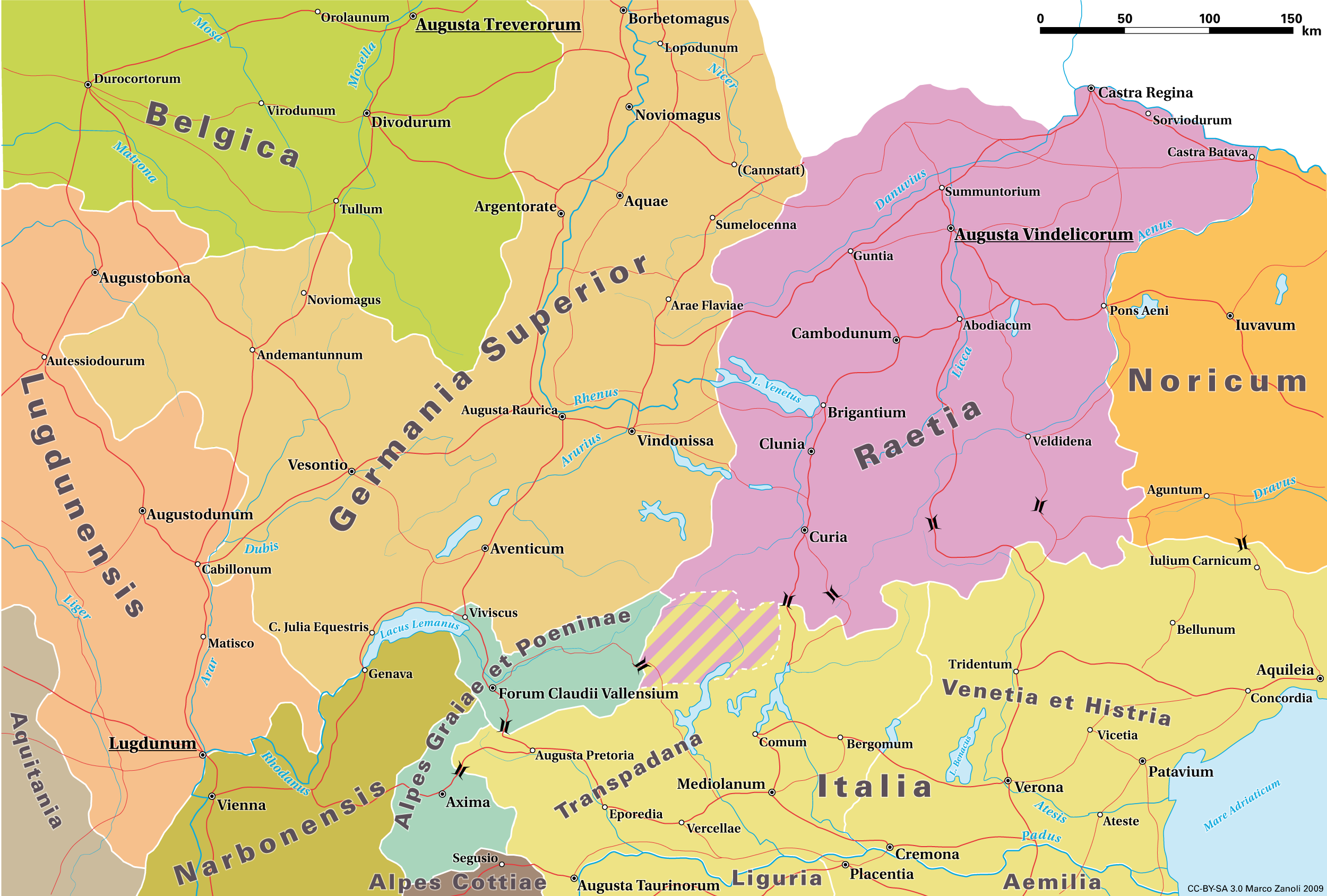
L'arco alpino e la Rezia nell'anno 150

La via Spluga fu realizzata dagli antichi Romani alla fine del I secolo a.C. su volere di Augusto per facilitare la conquista dell'arco alpino e della Rezia, che avvenne tra il 16 a.C. e il 7 a.C., con l'intenzione di proseguire poi la conquista della Germania inferiore.
In epoca romana il passo dello Spluga era conosciuto con il nome di Cunus Aureus ("punto d'oro") perché in questo periodo storico, lungo l'arco alpino compreso tra il versante ligure e il fiume Ticino, si estraeva l'oro in miniere ricavate nei massicci montuosi, che erano spesso costituite da grotte e caverne naturali.
Il fiume Ticino, che si trova poco più a ovest del passo dello Spluga, rappresenta lo "spartiacque" tra le Alpi occidentali e quelle centrali, con le prime che sono molto più ricche di giacimento d'oro: nelle Alpi occidentali era infatti conveniente estrarre questo metallo, mentre nel resto della catena alpina, vista la minore quantità presente di tale minerale, non era economicamente conveniente impiantare miniere. 

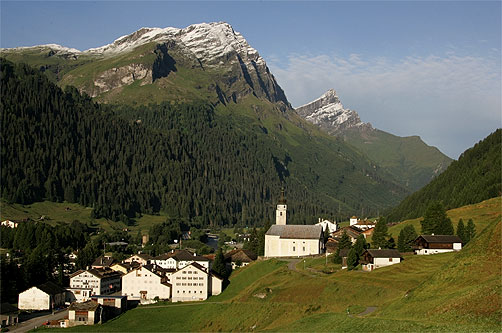
Panorama della moderna Splügen

Il passo dello Spluga, che si trova nella valle più occidentale della Valtellina, in Valchiavenna, rappresenta quindi il "confine" orientale dei giacimenti auriferi, visto che l'ultima valle, procedendo verso est, dove è presente ancora una tale quantità d'oro da giustificare l'impianto di miniere, come già accennato, è la valle fluviale scavata dal Ticino.

## Percorso
La via Spluga iniziava a Mediolanum (Milano), dove incrociava la via Gallica, la via delle Gallie, la via Regina, la via Mediolanum-Bellasium, la via Mediolanum-Bilitio, la via Mediolanum-Brixia, la via Mediolanum-Placentia, la via Mediolanum-Ticinum e la via Mediolanum-Verbannus, per poi proseguire il suo percorso passando per Sextus ab Urbe Lapis (Sesto San Giovanni), dove continuava verso Ad Octavum (Occhiate), Modoetia (Monza), Arculae (Arcore), Uximatum (Usmate Velate), Lomagna (Lomagna), Osnagum (Osnago), Cisnusculum (Cernusco Lombardone), Melatum (Merate), Ebunus (Airuno), Greghentinum (Valgreghentino), Olginatum (Olginate), Curtis Garlinda (Garlate), Pescatum (Pescate) e Leucum (Lecco).

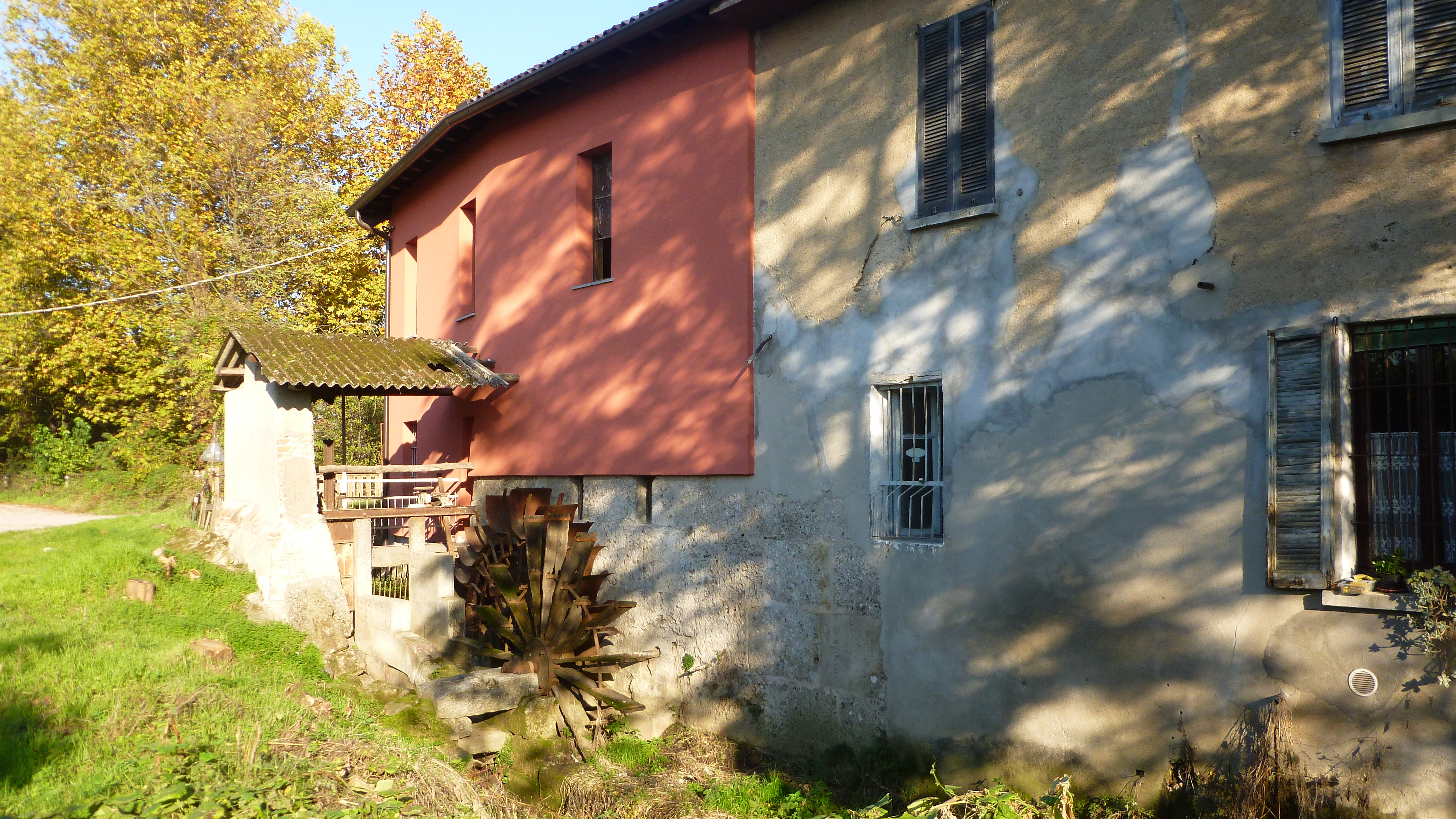
La Cascina di Occhiate, che si trova nel comune di Brugherio, con il relativo mulino. Il suo nome deriva da Ad Octavum, perché già in epoca romana esisteva nello stesso luogo un piccolo centro abitato che distava otto miglia da Milano lungo la via Spluga

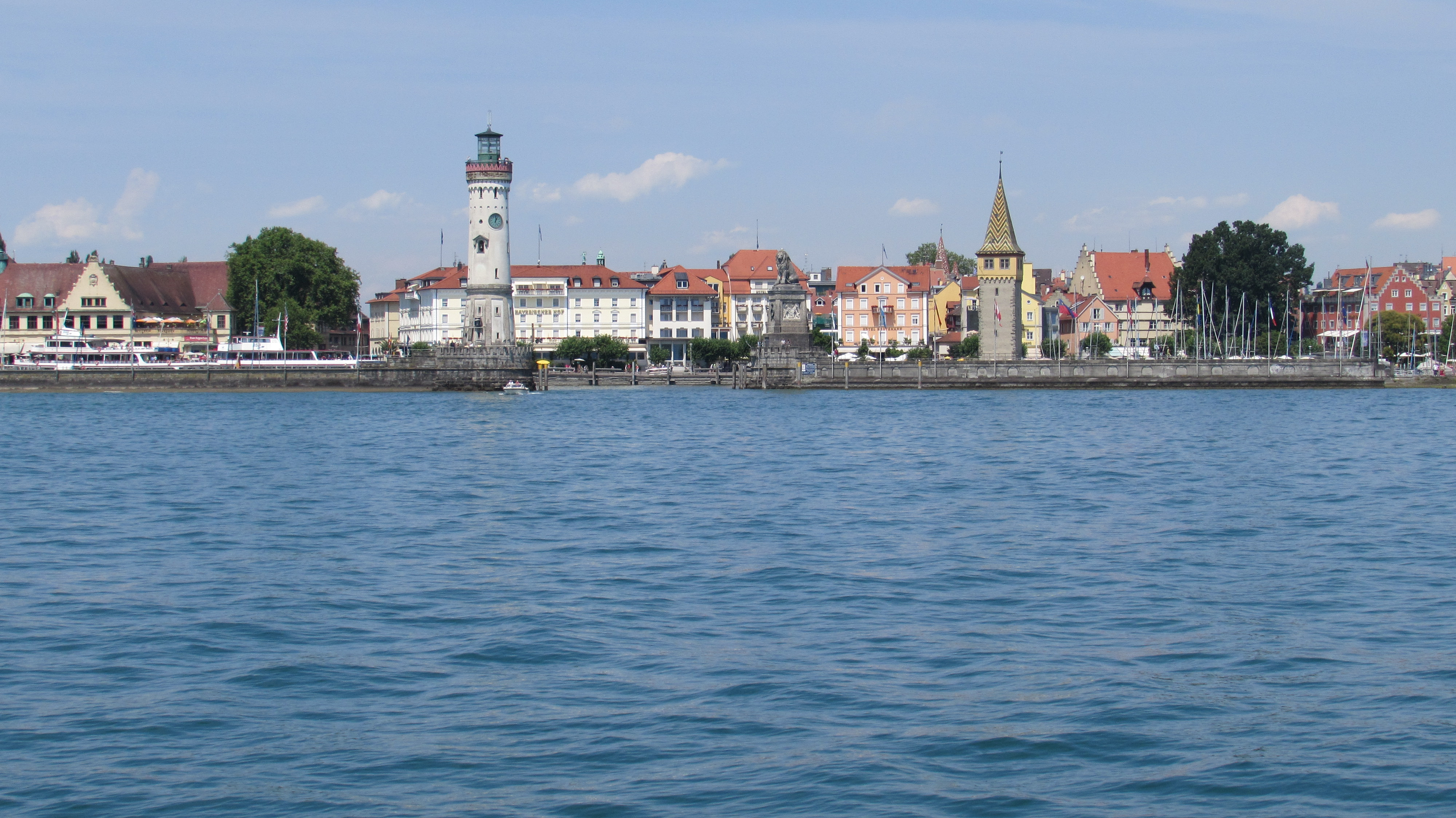
Panorama della moderna Lindau, che si trova lungo il Lago di Costanza

La strada proseguiva poi verso Balabium (Ballabio), Cremenum (Cremeno) in Valsassina, Barcium (Barzio), Pasturium (Pasturo), Introbium (Introbio), Curtis Nova (Cortenova), Tacenum (Taceno), Vendronium (Vendrogno), Bellanum (Bellano), Dervium (Dervio), Dorium (Dorio), Colicum (Colico), Agatha Catanensis (Sant'Agata di Gera Lario), Novatum (Novate Mezzola), Summus Lacus (Samolaco), Gardona (Gordona), Prata (Prata Camportaccio), Clavenna (Chiavenna), Tarvessedum (Campodolcino), Madesimum (Madesimo) raggiungendo poi il passo dello Spluga (Cunus Aureus).
Dopo il valico alpino, la via Regina attraversava Speluca (Splügen) per poi dirigersi verso Lindavia (Lindau) passando da Lapidaria (Andeer), Salugus (Scharans), Ruzunnes (Rhäzüns), Beneduces (Bonaduz), Amedes (Ems), Fagonium (Felsberg), Curia Raetorum (Coira), Tremunis (Trimmis), Zizuris (Zizers), Lupinum (Maienfeld), Vallis Dulcis (Vaduz), Campitemplum (Feldkirch) e Brigantium (Bregenz). Da Mediolanum la strada usciva, come già accennato, da Porta Aurea. Attualmente l'antica strada è ricalcata dall'ex strada statale 36 dello Spluga fino a Campodolcino: la via romana si staccava da quella moderna e percorreva i crinali per raggiungere il passo. Nella parte iniziale a Milano la strada percorreva le seguenti strade: Loggia dei Mercanti, Piazza della Scala, Via Manzoni, Via Manin, Via Tenca, Stazione Centrale, Via Finzi, Parco Villa Finzi, Viale Monza (da Precotto fino a Sesto Rondò), Via Gramsci ed entrava a Monza. È curioso il fatto che la Strada Reale per Monza aperta con la costruzione della Villa Reale di Monza per un tratto (da Precotto a Sesto Rondò) percorreva l'antica strada Romana per poi distaccarsi dov'era ubicata la vecchia stazione di Sesto San Giovanni.
Per la costruzione della nuova Stazione Centrale di Milano fu necessario demolire il ben noto retilineo che da Via Manin conduceva fino alla zona di Precotto.